# Humberto Gomes
Humberto Jorge Simões Dias Ramos Gomes, más conocido como Humberto Gomes, (Braga, 1 de enero de 1978) es un jugador de balonmano portugués que juega de portero en el Póvoa AC de la Andebol 1. Es internacional con la selección de balonmano de Portugal.
Con la selección disputó el Campeonato Europeo de Balonmano Masculino de 2020.

## Palmarés

### ABC Braga
- Andebol 1 (3): 1998, 2000, 2016
- Copa de Portugal de balonmano (3): 2000, 2015, 2017
- Supercopa de Portugal de balonmano (2): 1999, 2015
- EHF Challenge Cup (1): 2016

### Sporting CP
- EHF Challenge Cup (1): 2010

## Clubes
| Club          | País     | Año         |
| ------------- | -------- | ----------- |
| ABC Braga     | Portugal | 1997 - 2002 |
| FC Gaia       | Portugal | 2002 - 2003 |
| São Bernardo  | Portugal | 2003 - 2004 |
| OS Belenenses | Portugal | 2004 - 2007 |
| Sporting CP   | Portugal | 2007 - 2010 |
| ABC Braga     | Portugal | 2010 - 2020 |
| Póvoa AC      | Portugal | 2020 - Act. |